# Campionat de l'Àfrica de Ral·lis
El Campionat de l'Àfrica de Ral·lis (en anglès: African Rally Championship, abreujat ARC), és una competició internacional organitzada per la Fédération Internationale de l'Automobile que es desenvolupa a l'Àfrica.

## Campions
| Any  | Pilot                  | Cotxe           |
| ---- | ---------------------- | --------------- |
| 1981 | Shekhar Mehta          | Nissan          |
| 1982 | Walter Röhrl           | Opel            |
| 1983 | Alain Ambrosino        | Peugeot         |
| 1984 | David Horsey           | Peugeot         |
| 1985 | Luc Requile            | Opel/Mitsubishi |
| 1986 | Alain Ambrosino        | Nissan          |
| 1987 | Alain Ambrosino        | Nissan          |
| 1988 | Satwant Singh          | Toyota          |
| 1989 | Satwant Singh          | Volkswagen      |
| 1990 | Walter Costa           | Peugeot         |
| 1991 | Satwant Singh          | Toyota          |
| 1992 | Aldo Riva              | Audi            |
| 1993 | Satwant Singh          | Toyota          |
| 1994 | Abe Smith              | Audi            |
| 1995 | Fritz Flachberger      | Ford            |
| 1996 | Satwant Singh          | Subaru          |
| 1997 | Satwant Singh          | Subaru          |
| 1998 | Satwant Singh          | Subaru          |
| 1999 | Charles Muhangi        | Subaru          |
| 2000 | Satwant Singh          | Subaru          |
| 2001 | Schalk Burger          | Subaru          |
| 2002 | John Gemmel            | Subaru          |
| 2003 | Fernando Rueda         | Mitsubishi      |
| 2004 | Muna Singh             | Subaru          |
| 2005 | Muna Singh             | Subaru          |
| 2006 | Patrick Emontspool     | Subaru          |
| 2007 | Conrad Rautenbach      | Subaru          |
| 2008 | Hideaki Miyoshi        | Mitsubishi      |
| 2009 | James Whyte            | Subaru          |
| 2010 | James Whyte            | Subaru          |
| 2011 | Conrad Rautenbach      | Subaru          |
| 2012 | Mohamed Essa           | Subaru          |
| 2013 | Jassy Singh            | Subaru          |
| 2014 | Gary Chaynes           | Mitsubishi      |
| 2015 | Jaspreet Singh Chatthe | Mitsubishi      |
| 2016 | Don Smith              | Subaru          |
| 2017 | Singh Baryan Manvir    | Skoda           |
| 2018 | Singh Baryan Manvir    | Skoda           |
| 2019 | Singh Baryan Manvir    | Skoda           |
| 2022 | Leroy Gomes            | Ford            |